# Alpina D5
Der Alpina D5 ist ein Pkw-Modell der oberen Mittelklasse des Kleinserienherstellers Alpina Burkard Bovensiepen, der auf der 5er-Reihe des Automobilherstellers BMW basiert. Gefertigt wurde er als Limousine und Kombi. Er ist die Dieselvariante des Alpina B5.

## 1. Generation (2011–2016)
Die erste Generation des D5 wurde von 2011 bis 2016 gebaut und basierte auf der Version 535d des BMW F10/F11. Im Gegensatz zum Alpina B5 war die Dieselvariante nur mit Hinterradantrieb verfügbar.

### Technische Daten
Beide Turbolader haben eine variable Turbinengeometrie.
| Alpina D5 Biturbo                         | Limousine                        | Touring                          |
| ----------------------------------------- | -------------------------------- | -------------------------------- |
| Bauzeitraum                               | 09/2011–12/2016                  | 09/2011–12/2016                  |
| Motorbauart                               | R6                               | R6                               |
| Bohrung × Hub                             | 84,0 mm × 90,0 mm                | 84,0 mm × 90,0 mm                |
| Hubraum                                   | 2993 cm³                         | 2993 cm³                         |
| Verdichtung                               | 16,5:1                           | 16,5:1                           |
| max. Leistung                             | 257 kW (350 PS) bei 4000/min     | 257 kW (350 PS) bei 4000/min     |
| max. Drehmoment                           | 700 Nm bei 1500–3000/min         | 700 Nm bei 1500–3000/min         |
| Getriebe                                  | 8-Gang-Automatik "Switch-Tronic" | 8-Gang-Automatik "Switch-Tronic" |
| Höchstgeschwindigkeit                     | 278 km/h                         | 276 km/h                         |
| Beschleunigung 0–100 km/h                 | 5,1 s                            | 5,3 s                            |
| Leergewicht                               | 1940 kg                          | 2065 kg                          |
| Kraftstoffverbrauch in l/100 km insgesamt | 5,9 Diesel                       | 6,2 Diesel                       |

## 2. Generation (2017–2024)
Die zweite Generation des D5 wurde am 20. Juli 2017 angekündigt. Sie basiert auf dem BMW G30/G31, verwendet aber einen auf dem BMW B57 basierenden Motor mit drei Abgasturboladern: Zwei parallel arbeitende Hochdruckstufen mit variabler Turbinengeometrie sowie eine Niederdruckstufe. Im Vergleich zum Vorgängermodell steigt die Leistung um 28 kW (38 PS) auf 285 kW (388 PS). Damit beschleunigt das nun allradgetriebene Fahrzeug je nach Variante zwischen 4,4 und 4,6 Sekunden auf 100 km/h. Die Limousine ist mit einer Höchstgeschwindigkeit von 286 km/h das schnellste in Serie gebaute Dieselfahrzeug der Welt. Verkauft wurde der D5 S ab dem vierten Quartal 2017.
Im Juni 2020 präsentierte Alpina eine überarbeitete Version des D5. Ihr Motor erfüllt nun die Euro 6d-Abgasnorm. In den Handel kam dieses Modell im Oktober 2020.

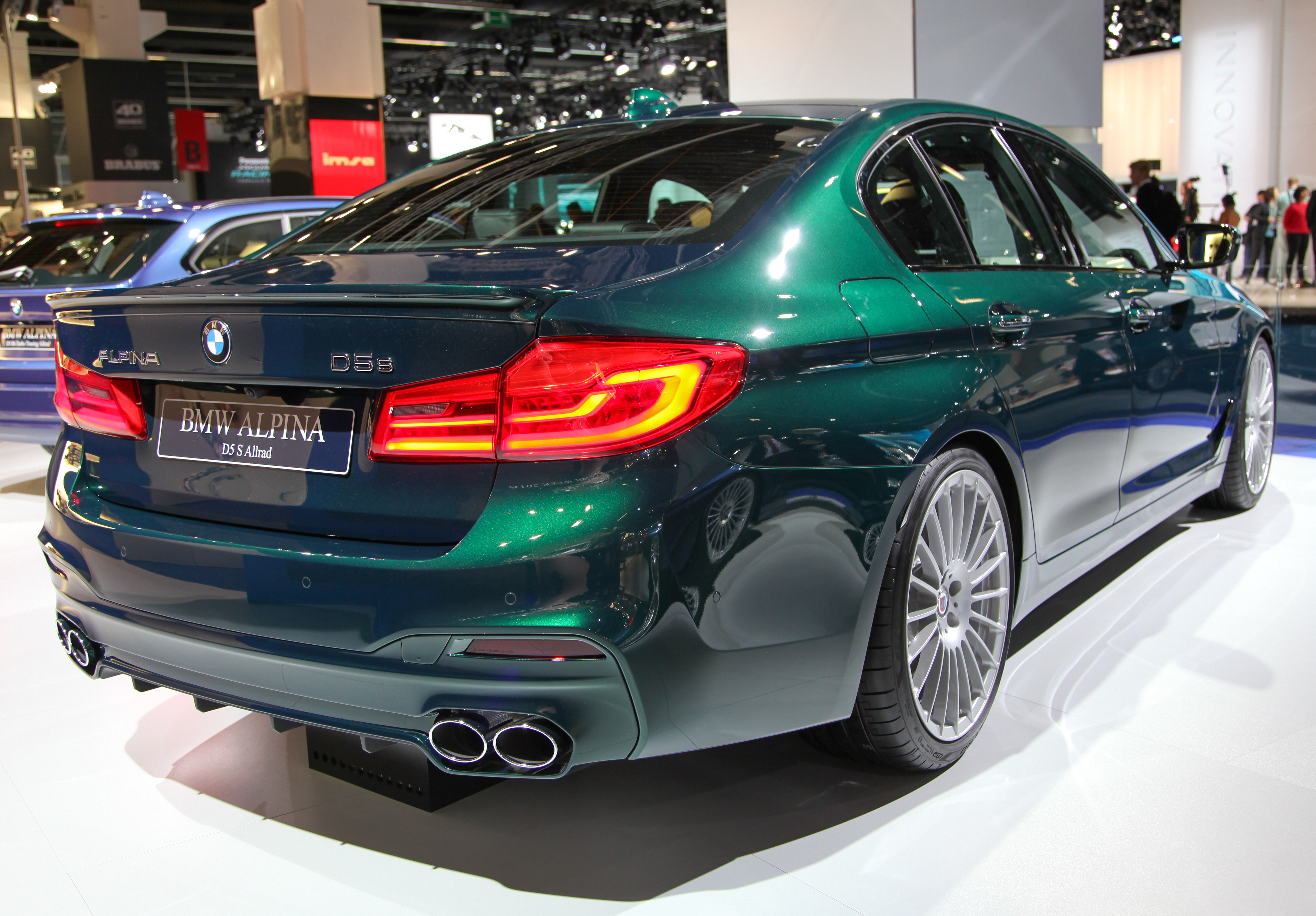
Heckansicht
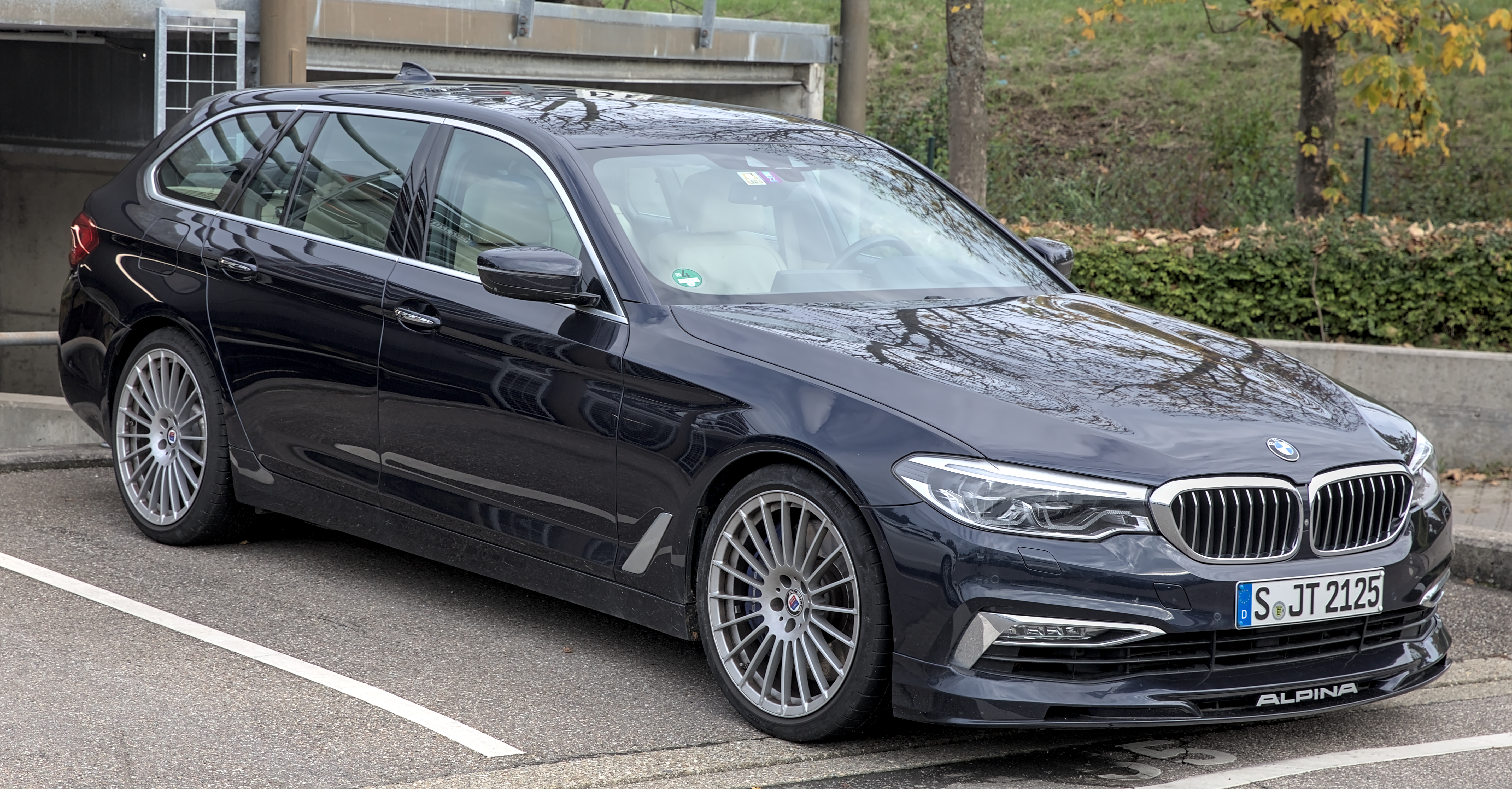
Alpina D5 Touring
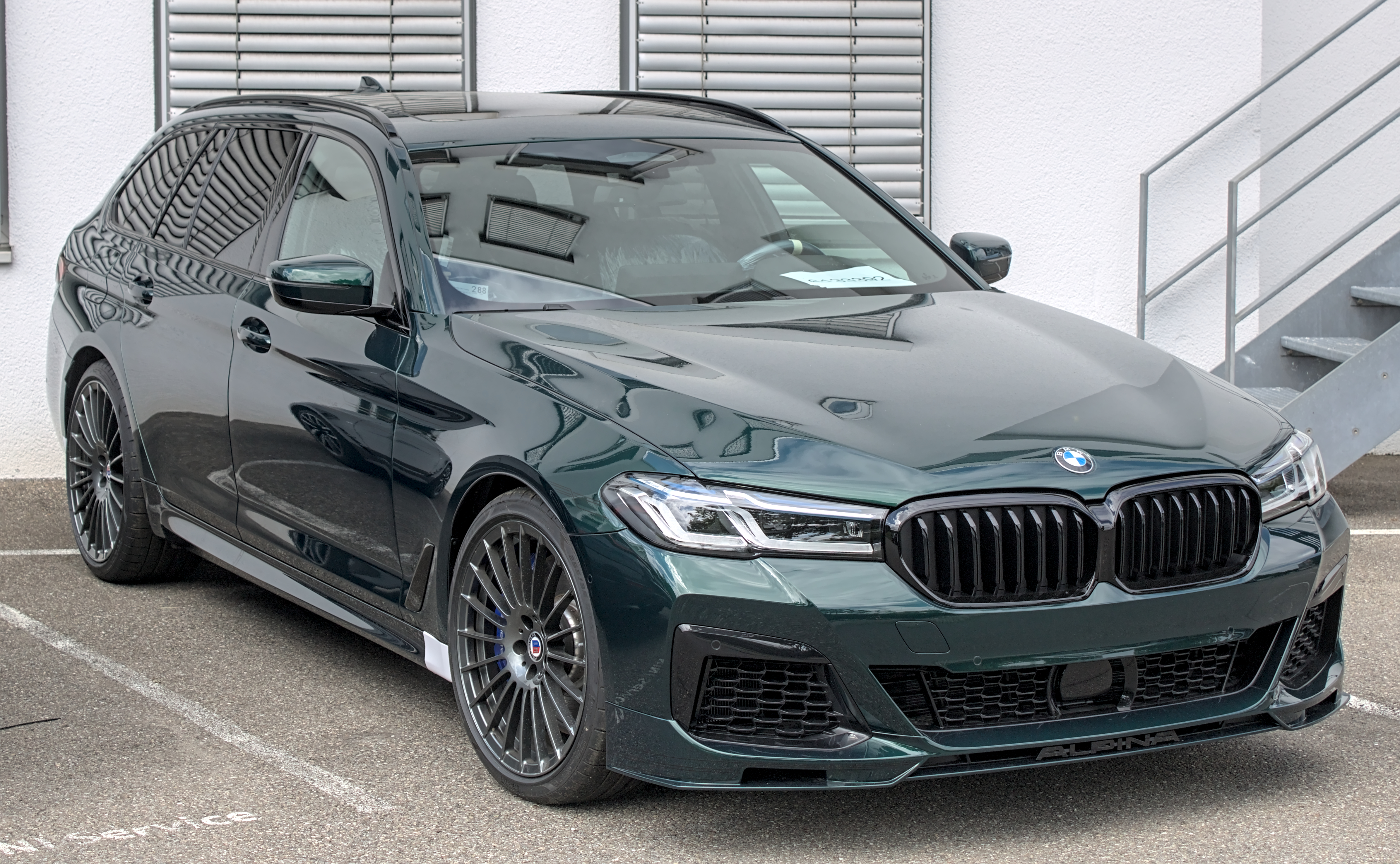
Alpina D5 Touring, Facelift
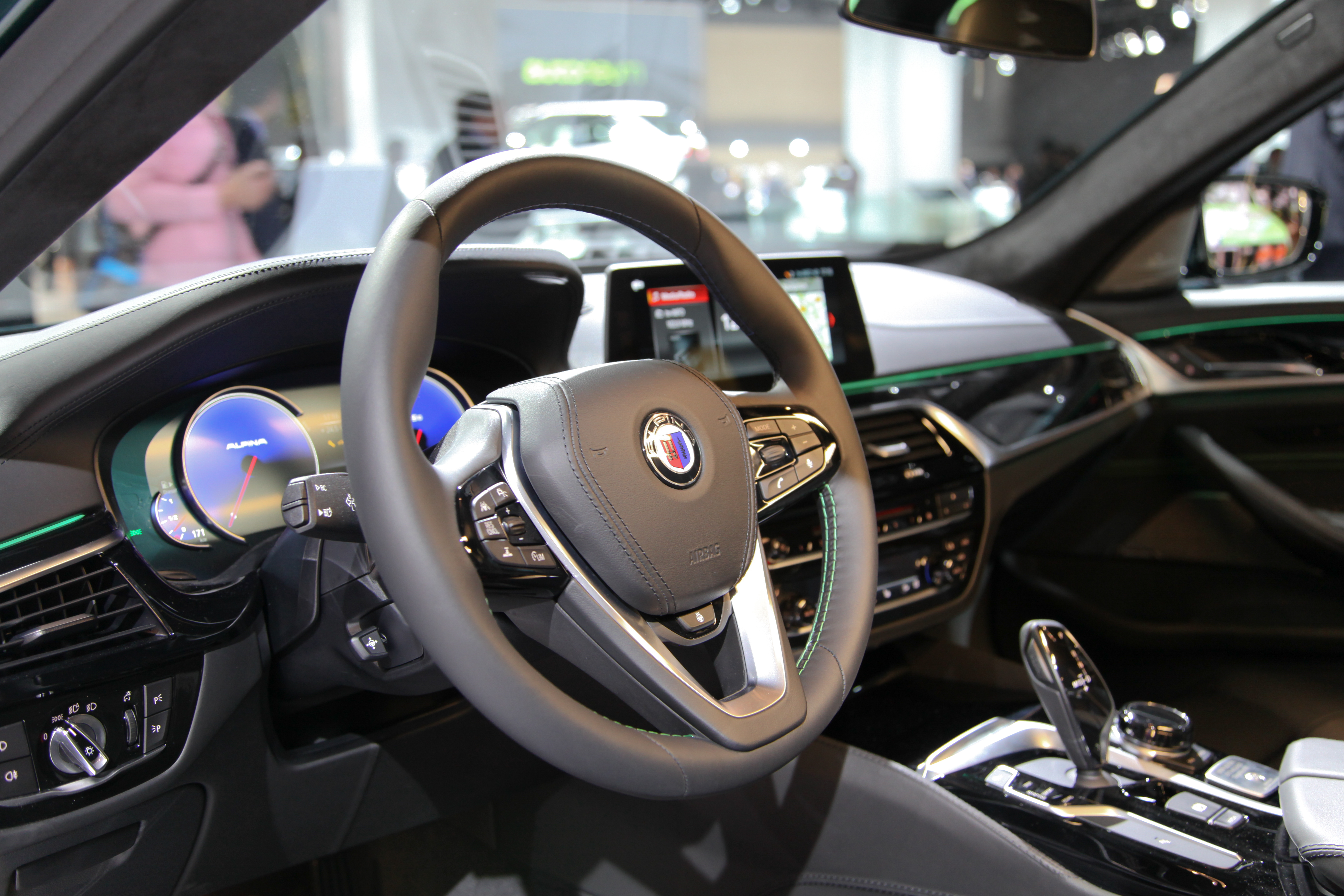
Innenraum

### Technische Daten
| Alpina D5 S                                 | Limousine xDrive                  | Limousine xDrive                  | Touring xDrive                    | Touring xDrive                    |
| ------------------------------------------- | --------------------------------- | --------------------------------- | --------------------------------- | --------------------------------- |
| Bauzeitraum                                 | 10/2017–10/2020                   | 10/2020–07/2023                   | 10/2017–10/2020                   | 10/2020–05/2024                   |
| Motorbauart                                 | R6                                | R6                                | R6                                | R6                                |
| Bohrung × Hub                               | 84,0 mm × 90,0 mm                 | 84,0 mm × 90,0 mm                 | 84,0 mm × 90,0 mm                 | 84,0 mm × 90,0 mm                 |
| Hubraum                                     | 2993 cm³                          | 2993 cm³                          | 2993 cm³                          | 2993 cm³                          |
| Verdichtung                                 | 16,0 : 1                          | 16,0 : 1                          | 16,0 : 1                          | 16,0 : 1                          |
| max. Leistung                               | 285 kW (388 PS) bei 4000–5000/min | 300 kW (408 PS) bei 4000–5000/min | 285 kW (388 PS) bei 4000–5000/min | 300 kW (408 PS) bei 4000–5000/min |
| max. Drehmoment                             | 800 Nm bei 1750–2650/min          | 800 Nm bei 1750–2750/min          | 800 Nm bei 1750–2650/min          | 800 Nm bei 1750–2750/min          |
| Getriebe                                    | 8-Gang-Automatik "Switch-Tronic"  | 8-Gang-Automatik "Switch-Tronic"  | 8-Gang-Automatik "Switch-Tronic"  | 8-Gang-Automatik "Switch-Tronic"  |
| Höchstgeschwindigkeit                       | 286 km/h                          | 286 km/h                          | 283 km/h                          | 283 km/h                          |
| Beschleunigung 0–100 km/h                   | 4,4 s                             | 4,4 s                             | 4,6 s                             | 4,6 s                             |
| Leergewicht                                 | 1930 kg                           | 2010 kg                           | 2035 kg                           | 2095 kg                           |
| Kraftstoffverbrauch in l/100 km, kombiniert | 6,6 Diesel                        | 7,0 Diesel                        | 6,9 Diesel                        | 7,1 Diesel                        |
| CO2-Emission, kombiniert                    | 174 g/km                          | 185 g/km                          | 182 g/km                          | 187 g/km                          |
| Abgasnorm                                   | Euro 6c                           | Euro 6d                           | Euro 6c                           | Euro 6d                           |